# Српски пливачки клуб, Београд
"Српски пливачки клуб" је српски пливачки клуб из Београда. Основала га је 2014. године група спортских ентузијаста. Клуб се такмичи на првенствима Србије, лиги Београда и митинзима у земљи и иностранству. Клуб својим деловањем доприноси развоју, афирмацији и промоцији пливања у Републици Србији и повећању бављења пливања у свим сегментима становништва Србије (омасовљење пливачког спорта). "Српски пливачки клуб" је у 2014. години учествовао на 15 такмичења у земљи и иностранству Извор. Резултати такмичења на државном нивоу Извор су следећи: Освојено је укупно 98 медаља, од тога: 24 – златних, 39 – сребрних и 35 – бронзана.Извор

## Извор
- http://www.serbia-swim.org.rs/index.php/rezultati/rezultati-2014